# Chalaure
Le Chalaure est un ruisseau français des départements de la Dordogne et de la Gironde, affluent de rive gauche de la Dronne, et sous-affluent de la Dordogne par l'Isle.

## Géographie

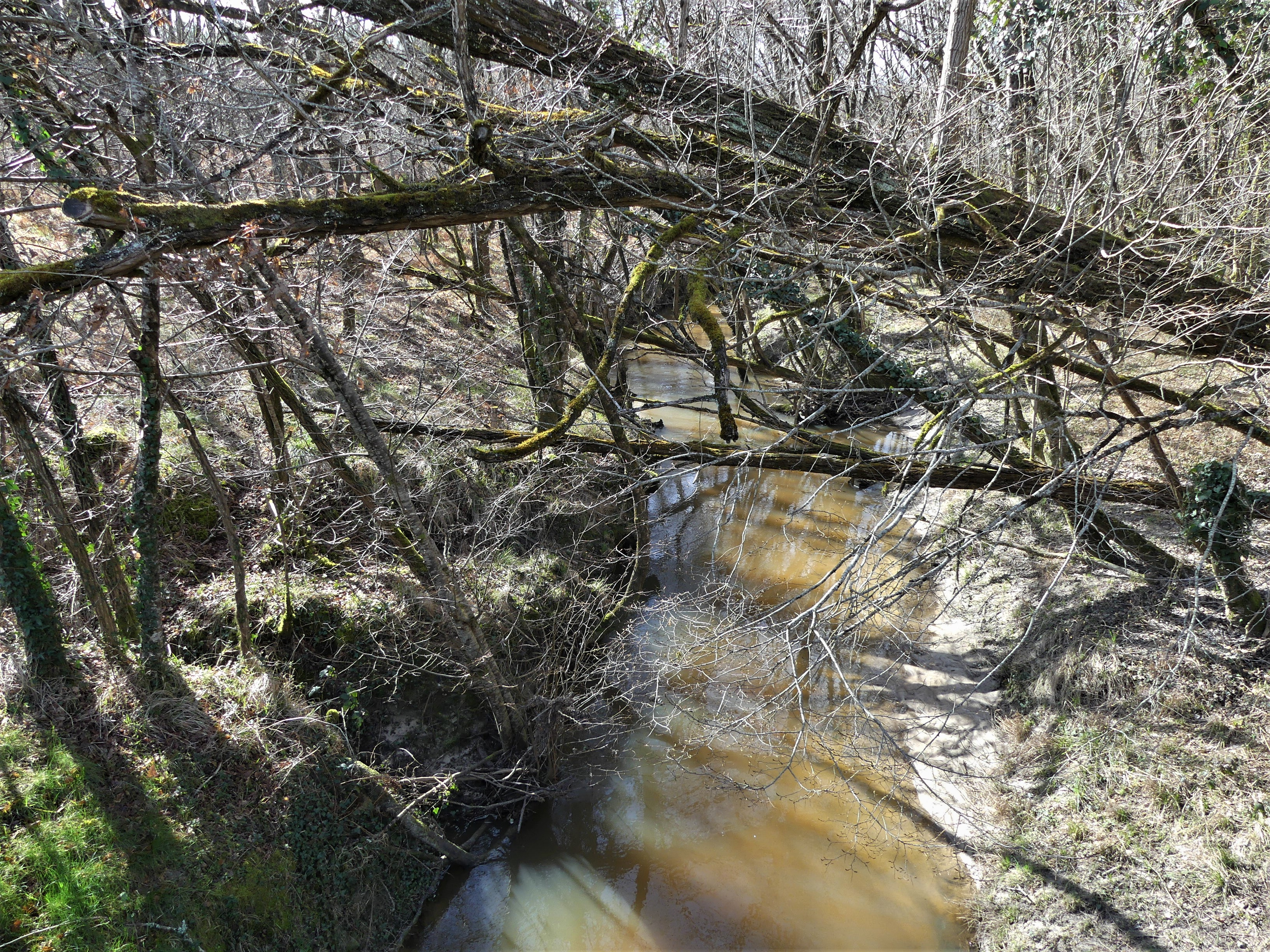
Le Chalaure au pont du Genêt, en aval de la RD 730.

Le Chalaure prend sa source vers 95 mètres d'altitude en Dordogne sur le territoire de l'ancienne commune de Saint-Aulaye (commune nouvelle de Saint Aulaye-Puymangou), quatre kilomètres au sud du bourg, près du lieu-dit le Toupinier, et prend la direction du sud-ouest. Dans toute sa partie amont, il s'écoule en forêt de la Double.
Il passe sous la route départementale (RD) 108, reçoit en rive gauche le ruisseau des Vergnes au sud-ouest du bourg de  Saint-Michel-l'Écluse puis en rive droite le Petit Chalaure. Au pont du Genêt, il est franchi par la RD 730 puis prend la direction de l'ouest. Il est grossi par le ruisseau de la Grande Nauve en rive gauche, et à partir de ce confluent, il marque la limite de façon presque ininterrompue entre Dordogne et Gironde sur plus de neuf kilomètres, passant sous le pont où se rejoignent les routes départementales 105 (Dordogne) et 121 (Gironde).
Il reçoit le ruisseau du Marais en rive gauche, sort de la forêt de la Double, se sépare brièvement en deux bras, passe successivement sous la RD 674 puis la ligne ferroviaire Paris-Bordeaux, avant d'obliquer vers le sud-ouest.
Il rejoint la Dronne en rive gauche vers 12 mètres d'altitude, au nord-ouest du bourg des Églisottes, en Gironde.
Selon le Sandre, le Chalaure a une longueur de 19,8 kilomètres.

### Communes, arrondissements et départements traversés
Le Chalaure traverse quatre communes dans deux arrondissements de deux départements :
- Dordogne
  - Arrondissement de Périgueux
    - Saint Aulaye-Puymangou (commune déléguée de Saint-Aulaye) (source)
    - La Roche-Chalais
- Gironde
  - Arrondissement de Libourne
    - Saint-Christophe-de-Double
    - Les Églisottes-et-Chalaures (confluence)

### Bassin versant
Le Chalaure s'étend sur un bassin versant de 91 km2.  
Il est constitué à 66,64 % de « forêts et milieux semi-naturels », 33,17 % de « territoires agricoles », et à 0,81 % de « territoires artificialisés ».

### Organisme gestionnaire
Le Chalaure est géré par le Syndicat mixte de rivières du bassin de la Dronne.

### Affluents
Le Chalaure a seize affluents répertoriés par le Sandre. Les quatre principaux sont, d'amont vers l'aval :
- le ruisseau de Vergnes, ou ruisseau des Vergnes (rg[note 2]), avec 3,3 km[4],
- le Petit Chalaure (rd), avec 2,8 km[5],
- le ruisseau de la Grande Nauve (rg), avec 4,8 km[6], dont la totalité du cours sert de limite départementale entre Dordogne (commune associée de Saint-Michel-l'Écluse-et-Léparon, sur la commune de La Roche-Chalais) et Gironde (commune de Saint-Christophe-de-Double),
- le ruisseau du Marais (rg), avec 4,0 km[7].

Le ruisseau de l'Étang qui est un affluent du ruisseau de la Grande Nauve a lui-même un affluent. De ce fait le nombre de Strahler du Chalaure est de quatre.

## Environnement
Une partie du bassin versant du Chalaure est protégée, à la fois  par deux zones naturelles d'intérêt écologique, faunistique et floristique (ZNIEFF) de type II, et au titre du réseau Natura 2000.
Hormis son affluent le Petit Chalaure, et la partie du bassin en aval de la limite territoriale entre Saint-Christophe-de-Double et Les Églisottes-et-Chalaures, les vallées et étangs du bassin versant sont doublement protégés : ZNIEFF des « vallées et étangs de la Double »,, et zone Natura 2000 des « vallées de la Double »,. Comme les autres vallées de la Double, il s'agit d'un site important pour la conservation d'espèces animales européennes menacées : la loutre (Lutra lutra), le vison (Mustela lutreola), le chabot fluviatile (Cottus perifretum), la lamproie de Planer (Lampetra planeri), la cistude d'Europe (Emys orbicularis), l'écrevisse à pattes blanches (Austropotamobius pallipes), le cuivré des marais (Lycaena dispar), le damier de la succise (Euphydryas aurinia), le fadet des laîches (Coenonympha oedippus), et le gomphe de Graslin (Gomphus graslinii).
La zone de confluence avec la Dronne est protégée au titre de la ZNIEFF de la « vallée de la Dronne de Saint-Pardoux-la-Rivière à sa confluence avec l'Isle »,, et de la zone Natura 2000 de la « vallée de la Dronne de Brantôme à sa confluence avec l'Isle »,. Le vison d'Europe (Mustela lutreola), l'écrevisse à pattes blanches (Austropotamobius pallipes), et six espèces de poissons : la bouvière (Rhodeus sericeus), le chabot fluviatile (Cottus perifretum), la grande alose (Alosa alosa), la lamproie de Planer (Lampetra planeri), la lamproie marine (Petromyzon marinus) et le toxostome (Parachondrostoma toxostoma), peuvent y être présents.